# دان كيرلي
دان كيرلي (بالإنجليزية: Dan Curley)‏ هو لاعب كرة قدم أمريكية أمريكي، ولد في 25 سبتمبر 1978 في تاكوما في الولايات المتحدة.

## وصلات خارجية
- دان كيرلي على موقع مرجع كرة القدم المحترفة.كوم (الإنجليزية)